# Торре-д'Ізола
Торре-д'Ізола (італ. Torre d'Isola) — муніципалітет в Італії, у регіоні Ломбардія,  провінція Павія.
Торре-д'Ізола розташоване на відстані близько 460 км на північний захід від Рима, 29 км на південь від Мілана, 7 км на північний захід від Павії.
Населення — 2403 особи (2014).

## Демографія
Населення за роками:

Станом на 1 січня 2023 року в муніципалітеті офіційно проживали 124 іноземці з 35 країн, серед них 36 громадян країн Євросоюзу та 21 громадянин України.

## Сусідні муніципалітети
- Берегуардо
- Карбонара-аль-Тічино
- Марчиньяго
- Павія
- Тривольціо
- Церболо